# Tempe Pigott
Tempe Pigott (2 de febrero de 1869 - 6 de octubre de 1962) fue una actriz australiana de cine mudo y sonoro. Fue actriz de teatro en Inglaterra y Australia, Canadá y Estados Unidos durante varios años antes de entrar en el cine.
En 1907, formó parte de Lillian Meyers Dramatic Company, que realizó una gira por Australia; a partir de entonces, permaneció en Australia y se hizo un nombre en el teatro con obras como Nobody's Daughter (1911), A Woman of No Importance de Oscar Wilde (1912), y His House in Order de Sir Arthur Wing Pinero (1914). Se le otorgó un crédito por su papel de la Sra. Hubbard en la obra de teatro de Douglas Murray en Broadway, Perkins, protagonizada por Ruth Chatterton, que se representó durante 23 funciones en el Henry Miller's Theatre en otoño de 1918. Sus apariciones en el cine mudo y sonoro fueron numerosas. Se la recuerda sobre todo por interpretar a la madre de John McTeague (Gibson Gowland) en Greed (1924) y a la casera Sra. Hawkins en Dr. Jekyll y Mr. Hyde (1931).
Murió en el Motion Picture Country Hospital en Woodland Hills, California, Estados Unidos.

## Filmografía seleccionada
- The Great Impersonation (1921) - Mrs. Unthank
- The Masked Avenger (1922) - Tía Phoebe Dyer
- Vanity Fair (1923) - Mrs. Sedley
- The Rustle of Silk (1923) - Mrs. De Breeze
- The Dawn of a Tomorrow (1924) - Ginney
- Greed (1924) - Madre McTeague
- The Narrow Street (1925) - Tía Agnes
- Without Mercy (1925) - Madame Gordon
- The Lure of the Track (1925)
- The Black Pirate (1926) - Duenna
- The Midnight Kiss (1926) - Abuela Spencer
- Sunrise: A Song of Two Humans (1927) - vendedora de flores (Sin acreditar)
- Silk Stockings (1927) - Mrs. Gower
- Wallflowers (1928) - Mrs. Claybourne
- Road House (1928) - Abuela Grayson
- Seven Days Leave (1930) - Mrs. Haggerty
- Night Work (1930) - Flora (Sin acreditar)
- Outward Bound (1930) - Primera chismosa (Sin acreditar)
- Born to Love (1931) - Landlady (Sin acreditar)
- Devotion (1931) - Tibby - La cocinera (Sin acreditar)
- Dr. Jekyll and Mr. Hyde (1931) - Mrs. Hawkins
- Murders in the Rue Morgue (1932) - bruja (Sin acreditar)
- Almost Married (1932)
- American Madness (1932) - Mrs. Halligan (Sin acreditar)
- If I Had a Million (1932) - residente de Idylwood (Sin acreditar)
- Cavalcade (1933) - Mrs. Snapper
- Oliver Twist (1933) - Mrs. Corney
- Looking Forward (1933) - mujer buscando departamento de fontanería (Sin acreditar)
- A Study in Scarlet (1933) - Mrs. Hudson (Sin acreditar)
- Man of the Forest (1933) - amiga de Peg
- Doctor Bull (1933) - Abuela Banning
- If I Were Free (1933) - Mrs. Gill
- Miss Fane's Baby Is Stolen (1934) - mujer rezando en la iglesia (Sin acreditar)
- Long Lost Father (1934) - Mrs. Gamp - The Old Woman
- All Men Are Enemies (1934) - Tony's Housekeeper (uncredited)
- Of Human Bondage (1934) - Agnes Hollett (Sin acreditar)
- One More River (1934) - Mrs. Purdy
- The Lemon Drop Kid (1934) - Señora vieja (Sin acreditar)
- Flirtation (1934) - Mujer florista (Sin acreditar)
- Limehouse Blues (1934) - Maggie (Sin acreditar)
- Vanessa: Her Love Story (1935) - Cake Seller at the Fair (Sin acreditar)
- The Devil Is a Woman (1935) - Tuerta
- Bride of Frankenstein (1935) - Auntie Glutz (Sin acreditar)
- Werewolf of London (1935) - Mujer borracha (Sin acreditar)
- Becky Sharp (1935) - Mujer de la limpieza
- Calm Yourself (1935) - Anne 'Annie'
- A Feather in Her Hat (1935) - Katy (Sin acreditar)
- I Found Stella Parish (1935) - mujer en espera (Sin acreditar)
- Kind Lady (1935) - Mujer florista (Sin acreditar)
- A Tale of Two Cities (1935) - Vieja bruja (Sin acreditar)
- The Story of Louis Pasteur (1936) - Mujer (Sin acreditar)
- Little Lord Fauntleroy (1936) - Mrs. Dibble
- Till We Meet Again (1936) - Vieja mujer (Sin acreditar)
- The White Angel (1936) - Mrs. Waters, la enfermera borracha
- Suzy (1936) - Mujer mayor recibiendo a la policía (Sin acreditar)
- The Road Back (1937) - Mujer vieja (Sin acreditar)
- Fools for Scandal (1938) - Bessie
- The Rage of Paris (1938) - La dueña de la casa de Nicole (Sin acreditar)
- Confessions of a Nazi Spy (1939) - (Sin acreditar)
- Boys' Reformatory (1939) - Mrs. Callahan
- Some Like It Hot (1939) - Mujer florista (Sin acreditar)
- The Hunchback of Notre Dame (1939) - Madeleine (Sin acreditar)
- The Earl of Chicago (1940) - Mrs. Oakes (Sin acreditar)
- Waterloo Bridge (1940) - Cockney in Air-Raid Shelter (Sin acreditar)
- Arise, My Love (1940) - mujer en un bar irlandés (Sin acreditar)
- Shining Victory (1941) - Miss Weatherby, una paciente (Sin acreditar)
- One Foot in Heaven (1941) - Mrs. Dibble (Sin acreditar)
- La extraña pasajera (Now, Voyager, 1942) - Mrs. Smith (Sin acreditar)
- Jane Eyre (1943) - adivina (Sin acreditar)
- The Hour Before the Dawn (1944) - Mrs. Saunders (Sin acreditar)
- Kitty (1945) - mujer en la ventana (Sin acreditar)
- Forever Amber (1947) - Partera (Sin acreditar)
- The Fan (1949) - Mrs. Rudge (Sin acreditar)
- The Pilgrimage Play (1949) - (Sin acreditar)
- Thunder on the Hill (1951) - Vieja bruja (Sin acreditar) (último papel cinematográfico)